# Marionette (manga)
Marionette (もう一人のマリオネット?, Mō hitori no marionetto) è un manga scritto e disegnato nel 1991 da Chiho Saitō.
La vicenda, apparsa a puntate sulla rivista Flower di Shogakukan, è stata poi raccolta in otto volumetti tankōbon e, in seguito, in quattro maxi-volumi bunkoban. In Italia la serie è stata edita in otto volumi da Star Comics.

## Trama
La sedicenne Nanami è una ragazza appassionata di teatro e balletto classico e studia danza con determinazione da quando aveva 4 anni. Il padre, unico genitore rimastole, muore prematuramente a seguito di un collasso dovuto al troppo lavoro, lasciando sola e indigente la figlia.
In quel momento entra in scena Jin, famoso e apprezzato autore teatrale che aveva incontrato la protagonista ad un'audizione e vede nella ragazza il talento per diventare una stella del palcoscenico e la protagonista perfetta dello spettacolo a cui sta lavorando, intitolato Marionette II. L'uomo si propone di pagare per lei le lezioni di danza presso la Scuola di ballo di Tokyo e, in cambio, lei dovrà esibirsi nella sua rappresentazione.
Il rapporto che si instaura tra i due si sviluppa su più canali: quello artistico, ma anche quello sentimentale, non senza diverse problematiche ad ostacolare i due che oscillano in un equilibrio precario, spesso scosso da eventi esterni. Nanami è infatti ingenua, spensierata e nutre nei confronti del maestro un'ammirazione smisurata e si innamora presto di lui. Per contraltare Jin, che è molto più grande della protagonista, è più adulto, cinico e vissuto, perennemente sospeso tra le due sfaccettature del suo carattere che lo vogliono a tratti gentile e premuroso verso la ragazza e altre severo, arrogante e prepotente, che non esita ad alzare le mani.

## Volumi
| Nº | Data di prima pubblicazione | Data di prima pubblicazione | Data di prima pubblicazione |
| Nº | Giapponese                  | Giapponese                  | Italiano                    |
| -- | --------------------------- | --------------------------- | --------------------------- |
| 1  | 25 maggio 1991              | ISBN 4-09-133701-5          | 6 settembre 2007            |
| 2  | 26 agosto 1991              | ISBN 4-09-133702-3          | 8 ottobre 2007              |
| 3  | 26 novembre 1991            | ISBN 4-09-133703-1          | 7 novembre 2007             |
| 4  | 26 febbraio 1992            | ISBN 4-09-133704-X          | 7 dicembre 2007             |
| 5  | 26 maggio 1992              | ISBN 4-09-133705-8          | 8 gennaio 2008              |
| 6  | 21 agosto 1992              | ISBN 4-09-133706-6          | 7 febbraio 2008             |
| 7  | 26 novembre 1992            | ISBN 4-09-133707-4          | 7 marzo 2008                |
| 8  | 26 febbraio 1993            | ISBN 4-09-133708-2          | 7 aprile 2008               |